# 气场

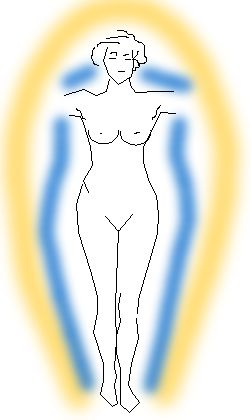
人類靈光的畫像，由Walter John Kilner繪製。

氣場（Aura）在超心理學、靈性思想、以及新紀元運動中，常被描繪成一個發光的光環，圍繞著人類或是其他生物個體，可能呈現繭狀。中文裡也常譯為靈氣或靈光。
在印度哲學中氣場可以透過心靈感應描繪出來，由脈輪所組成，並且可以反應出人類個體當下的情緒或思維。
21世纪初期，有些東亞地區的虛構故事（玄幻小说）中以鬥氣表述，不过，这些小说仅仅志在设计情节，几乎不映射到现实原型或理论概念。

## 氣場拍照
現在的氣場拍照，多半是宣稱使用了「克里安照相」的技術。然而克里安照相與氣場無任何關連，而且這些相片的特效會可能只是由電腦後製加上的裝飾。

## 外部連結
- Auras in the "Skeptic's dictionary" （页面存档备份，存于）